# 梅奥勒河畔维勒鲁瓦
梅奥勒河畔维勒鲁瓦（法語：Villeroy-sur-Méholle，法語發音：[vilʁwa syʁ me.ɔl]）是法国默兹省的一个市镇，位于该省东南部，属于科梅尔西区。

## 地理
梅奥勒河畔维勒鲁瓦（48°36'50"N, 5°34'27"E）面积6.47 平方千米，位于法国大東部大區默兹省，该省份为法国西北部内陆省份，北与比利时接壤，西接马恩省和阿登省，南至上马恩省和孚日省，东临默尔特-摩泽尔省。
与梅奥勒河畔维勒鲁瓦接壤的市镇（或旧市镇、城区）包括：布鲁塞昂布卢瓦、莫瓦日、索瓦、沃库勒尔。

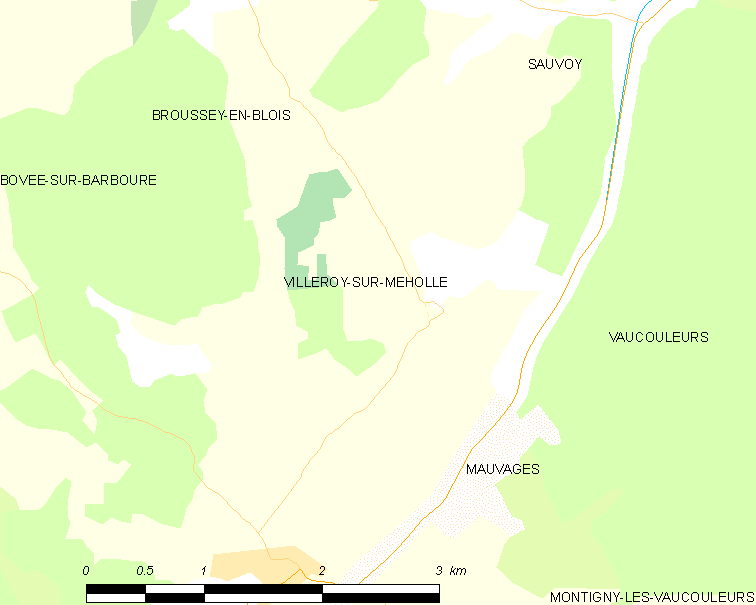
梅奥勒河畔维勒鲁瓦的OSM定位图

梅奥勒河畔维勒鲁瓦的时区为UTC+01:00、UTC+02:00（夏令时）。

## 行政
梅奥勒河畔维勒鲁瓦的邮政编码为55190，INSEE市镇编码为55559。

## 政治
梅奥勒河畔维勒鲁瓦所属的省级选区为沃库勒尔县。

## 人口

1962-2008年间梅奥勒河畔维勒鲁瓦人口变化图示

梅奥勒河畔维勒鲁瓦于2022年1月1日时的人口数量为56人。